# Radik Isajev
Radik Isajev (Ukhul, Rusija, 26. rujna 1989.) je azerski taekwondoaš ruskog podrijetla. Rođen je u mjestu Ukhul te ima lezginske korijene.
Europski je i svjetski prvak u tae-kwon-dou dok je na OI u Rio de Janeiru 2016. postao olimpijski pobjednik u težinskoj kategoriji + 80 kg. Tom pobjedom je svojoj zemlji donio trinaesto zlatno olimpijsko odličje a na svečanoj ceremoniji dodjele medalja, dodijelio mu ju je azerski predsjednik Ilham Alijev. Također, predsjednik ga je zbog tog uspjeha odlikovao "Redom zasluga za domovinu".

## Olimpijske igre

### OI 2016. Rio de Janeiro
| Rio de Janeiro 2016.  | Rio de Janeiro 2016. | Rio de Janeiro 2016. | Rio de Janeiro 2016. |
| Protivnik             | Zemlja               | Uspjeh               | Natjecanje           |
| --------------------- | -------------------- | -------------------- | -------------------- |
| Ruslan Zhaparov       | Kazahstan            | 11:2; pobjeda        | predeliminacije      |
| Cha Dong-min          | Južna Koreja         | 12:8; pobjeda        | četvrtfinale         |
| Mahama Cho            | UK                   | 4:1; pobjeda         | polufinale           |
| Abdoul Razak Issoufou | Niger                | 6:5; pobjeda         | finale               |